# シュレーターペンギン
シュレーターペンギン（学名：Eudyptes sclateri）は、ペンギン目ペンギン科マカロニペンギン属に分類される鳥類。別名マユダチペンギン（眉立企鵝）とも呼ばれている。学名の種小名sclateriは、イギリスの動物学者フィリップ・ラトリー・スクレーター（英：Philip Lutley Sclater）に由来する。

## 分布
ニュージーランドのアンティポデス諸島、バウンティ諸島で繁殖している。少数の繁殖については同国のキャンベル島（1940年代）、オークランド諸島（1976年）などでの記録がある。
アンティポデス諸島では、ヒガシイワトビペンギンが本種のコロニーに混ざって繁殖することがある。一方、オークランド諸島やキャンベル島でも本種がヒガシイワトビペンギンのコロニーに混ざっていることがある。
非繁殖期には、同国のキャンベル島やスネアーズ諸島など亜南極諸島、本島やチャタム諸島で確認されている。ニュージーランド領域外ではオーストラリア南海岸沿いやケルゲレン諸島、フォークランド諸島、マッコーリー島で確認されている。

## 形態
体長約60 - 70センチメートル。雌雄同色だが雄の方がやや大きい。背面と顔と喉は黒色で前面は白色。くちばしは橙褐色でまわりの白い肌が際立っている。虹彩は赤褐色。足はピンク色から白色で足の裏は黒色。
黄色い眉のような冠羽は目の上を通って斜め上に伸びている。ほかのマカロニペンギン属と比較すると冠羽が逆立っている。英名Erect-crested Penguinの「Erect-crested」は「逆立った冠羽」という意味である。また、スネアーズペンギンと比較して、冠羽がほぼ平行である。冠羽は自在に上げ下げできる
ヒナは背中がチョコレート色で前面は白色から薄いクリーム色。

## 生態
社会的。一夫一妻制と考えられている。

### 食性
オキアミなどの甲殻類やイカなどを食べると考えられている。

### 繁殖
繁殖期は10 - 2月。海抜75mまでの岩場に集団繁殖地（コロニー）を形成する。
9月上旬になると雄が、2週間後に雌が繁殖地に戻ってくる。求愛行動には頭を上下に動かす、体を震わせるなどがある。巣は浅い窪みを小石で囲って作る。平坦な場所、緩やかな傾斜地、あるいは岩の隙間に作る。
10月上旬から産卵時期に入る。卵は2つ産む。2番目の卵は最初の卵に比べて大きく、この大きさの違いはマカロニペンギン属の中で最も顕著。最初の卵は巣からなくなる。1990年の研究では97％のペアが4日間の抱卵のうちに最初の卵をなくし、うち58％のペアは2番目の卵を産んだ日に最初の卵をなくした。原因について、大きさの違う2つの卵を抱卵することに関連した力学的な難しさによる（1998年の調査）、最初の卵の大きさは2番目の卵の半分しかないため抱くことが物理的に難しいなどの説がある。抱卵は約35日間で両親が分担して行う。
ヒナは11月中旬に孵化する。ヒナは最初の2-3週間、親鳥に保護される。その後、クレイシュが形成される。ヒナは1月下旬 から2月上旬 に巣立つ。巣立ちは約70 - 75日後にあたる。
1978年の調査によるとバウンティ諸島の繁殖期はアンティポデス諸島より2 - 3週間遅いが、2012年の調査によると類似している。

## 保全状況評価
IUCN（国際自然保護連合）の2017年度版レッドリストでは、3世代にわたり急速に個体数が減少している点、繁殖地がアンティポデス諸島とバウンティ諸島に限られている点からEndangered（絶滅危惧種）に分類している。ただし、減少率は緩やかになっていると見られている。2017年度版レッドリストにおける成鳥の個体数は約150,000羽と推定されている。
また、アメリカでは2010年にESA（絶滅の危機に瀕する種の保存に関する法律）により保護の対象になった。

## 人間との関係
生息地であるアンティポデス諸島とバウンティ諸島への上陸はニュージーランド政府により規制されているため、この種に関する調査が困難な状況にある。また、2つの諸島を含むニュージーランドの亜南極諸島は1998年にユネスコの世界遺産に登録されている。
日本では、2001年まで稚内市立ノシャップ寒流水族館での飼育が知られる。当館によると、自然界での寿命が17年ほどと言われているがこのシュレーターペンギンは28年以上生きていた。